# Берёзовка (Дорогобужский район)
Берёзовка — Деревня в Дорогобужском районе Смоленской области России. Входит в состав Княщинского сельского поселения.
Население — 34 жителя (2007 год).
Расположена в центральной части области в 7 км к юго-востоку от Дорогобужа, в 5 км восточнее автодороги Р137 Сафоново — Рославль, В 30 км севернее от деревни находится железнодорожная станция Дурово на линии Москва-Минск.

## История
В годы Великой Отечественной войны деревня была оккупирована гитлеровскими войсками в октябре 1941 года, освобождена в сентябре 1943 года.